# 5e étape du Tour d'Italie 2006
La 5e étape du Tour d'Italie 2006 a lieu le 11 mai 2006 entre Piacenza et Crémone, en contre-la-montre par équipes. Elle est remportée par l'équipe CSC.

## Résultats

### Classement de l'étape
|    | Équipe                | Pays       |    | Temps       |
| -- | --------------------- | ---------- | -- | ----------- |
| 1  | CSC                   | Danemark   | en | 36 min 56 s |
| 2  | T-Mobile              | Allemagne  | +  | 1 s         |
| 3  | Discovery Channel     | États-Unis |    | 39 s        |
| 4  | Liquigas              | Italie     |    | 42 s        |
| 5  | La Française des jeux | France     |    | 1 min 00 s  |
| 6  | Gerolsteiner          | Allemagne  |    | 1 min 03 s  |
| 7  | Quick Step-Innergetic | Belgique   |    | 1 min 03 s  |
| 8  | Lampre-Fondital       | Italie     |    | 1 min 04 s  |
| 9  | Phonak                | Suisse     |    | 1 min 04 s  |
| 10 | Crédit agricole       | France     |    | 1 min 07 s  |

## Classements à l'issue de l'étape

### Classement général
|    | Cycliste          | Pays       | Équipe            |    | Temps            |
| -- | ----------------- | ---------- | ----------------- | -- | ---------------- |
| 1  | Serhiy Honchar    | Ukraine    | T-Mobile          | en | 15 h 30 min 23 s |
| 2  | Jens Voigt        | Allemagne  | Team CSC          | +  | 6 s              |
| 3  | Michael Rogers    | Australie  | T-Mobile          |    | 6 s              |
| 4  | Olaf Pollack      | Allemagne  | T-Mobile          |    | 10 s             |
| 5  | Ivan Basso        | Italie     | Team CSC          |    | 11 s             |
| 6  | Paolo Savoldelli  | Italie     | Discovery Channel |    | 20 s             |
| 7  | Nicki Sørensen    | Danemark   | Team CSC          |    | 29 s             |
| 8  | Stefan Schumacher | Allemagne  | Gerolsteiner      |    | 31 s             |
| 9  | Bobby Julich      | États-Unis | Team CSC          |    | 33 s             |
| 10 | José Luis Rubiera | Espagne    | Discovery Channel |    | 38 s             |

### Classement par points
|   | Cycliste          | Pays      | Équipe                | Points |
| - | ----------------- | --------- | --------------------- | ------ |
| 1 | Robbie McEwen     | Australie | Davitamon-Lotto       | 50     |
| 2 | Paolo Bettini     | Italie    | Quick Step-Innergetic | 50     |
| 3 | Stefan Schumacher | Allemagne | Gerolsteiner          | 45     |

### Classement du meilleur grimpeur
|   | Cycliste      | Pays    | Équipe             | Points |
| - | ------------- | ------- | ------------------ | ------ |
| 1 | Sandy Casar   | France  | Française des jeux | 6      |
| 2 | Moisés Aldape | Mexique | Panaria            | 5      |
| 3 | Amaël Moinard | France  | Cofidis            | 5      |

### Classement du combiné
|   | Cycliste         | Pays      | Équipe             | Points |
| - | ---------------- | --------- | ------------------ | ------ |
| 1 | Paolo Savoldelli | Italie    | Discovery Channel  | 229    |
| 2 | Bradley McGee    | Australie | Française des jeux | 167    |
| 3 | Danilo Di Luca   | Italie    | Liquigas           | 120    |

### Classements par équipes

#### Classement aux temps
|   | Équipe            | Pays       |    | Temps            |
| - | ----------------- | ---------- | -- | ---------------- |
| 1 | T-Mobile          | Allemagne  | en | 45 h 17 min 43 s |
| 2 | Team CSC          | Danemark   | +  | 6 s              |
| 3 | Discovery Channel | États-Unis |    | 7 s              |

#### Classement aux points
|   | Équipe            | Pays       | Points |
| - | ----------------- | ---------- | ------ |
| 1 | Gerolsteiner      | Allemagne  | 100    |
| 2 | Discovery Channel | États-Unis | 73     |
| 3 | T-Mobile          | Allemagne  | 72     |

### Classements annexes

#### Classement Azzurri d'Italia
|   | Cycliste          | Pays      | Équipe            | Points |
| - | ----------------- | --------- | ----------------- | ------ |
| 1 | Robbie McEwen     | Australie | Davitamon-Lotto   | 8      |
| 2 | Paolo Savoldelli  | Italie    | Discovery Channel | 4      |
| 3 | Stefan Schumacher | Allemagne | Gerolsteiner      | 4      |

#### Classement de la combativité
|   | Cycliste         | Pays      | Équipe                | Points |
| - | ---------------- | --------- | --------------------- | ------ |
| 1 | Robbie McEwen    | Australie | Davitamon-Lotto       | 12     |
| 2 | Paolo Bettini    | Italie    | Quick Step-Innergetic | 12     |
| 3 | Paolo Savoldelli | Italie    | Discovery Channel     | 11     |

#### Classement 110 Gazzetta
|   | Cycliste         | Pays   | Équipe             | Points |
| - | ---------------- | ------ | ------------------ | ------ |
| 1 | Paolo Savoldelli | Italie | Discovery Channel  | 5      |
| 2 | Sandy Casar      | France | Française des jeux | 5      |
| 2 | Mickaël Delage   | France | Française des jeux | 5      |

#### Classement de l'échappée (Fuga)
|   | Cycliste      | Pays    | Équipe            | Points |
| - | ------------- | ------- | ----------------- | ------ |
| 1 | Markel Irizar | Espagne | Euskaltel-Euskadi | 165    |
| 2 | Moisés Aldape | Mexique | Panaria           | 165    |
| 3 | Amaël Moinard | France  | Cofidis           | 165    |